# Nemotelus obtusirostris
Nemotelus obtusirostris är en tvåvingeart som beskrevs av Lindner 1943. Nemotelus obtusirostris ingår i släktet Nemotelus och familjen vapenflugor. Inga underarter finns listade i Catalogue of Life.